# Lillrörtjärnen (Hotagens socken, Jämtland, 710824-144686)
Lillrörtjärnen är en sjö i Krokoms kommun i Jämtland och ingår i Indalsälvens huvudavrinningsområde. Lillrörtjärnen ligger i Gråberget-Hotagsfjällen Natura 2000-område.